# 엑시톤
엑시톤(exciton)은 절연체 또는 반도체 내에서 전자와 양공이 결합하여 만든 준입자다. 즉, 정전기력으로 인하여 결합한 전자-양공 쌍이며, 고체의 초등 여기 상태 또는 준입자이다.
엑시톤은 다음과 같이 만들어진다. 광자가 반도체로 들어가면서 최외각 밴드에서 전자를 여기시켜서 전도 밴드로 보낸다. 최외각 밴드 내의 소실 전자는 반대 전하의 정공을 남기며 그것에 의해 전자가 쿨롱 인력을 받는다. 엑시톤은 양공과 전자의 결합에 기인하며 결과적으로 엑시톤은 결합되지 않은 전자와 정공 보다 약간 낮은 에너지를 지니게 된다. 결합 상태의 엑시톤 파동 함수는 수소의 파동 함수와 비슷하다. (특이한 원자 상태로 수소 원자의 그것과 흡사하다.) 물질내의 스크리닝 효과와 구성하는 전자, 양공의 유효 질량의 차이로 인해 수소 원자에 비해 엑시톤의 결합 에너지는 매우 작고 크기는 훨씬 크다. 수소 원자내에서 핵과 전자는 평행 또는 반 평행 스핀을 지닐 수 있다. 엑시톤의 양공과 전자, 포지트로늄의 양전자와 전자도 평행 또는 반 평행 스핀을 지닐 수 있지만, 헬륨 원자 안의 두 전자에 대해서는 그러하지 않다. 엑시톤은 통상적으로 수소 원자 궤도 이름과 비슷한 이름이 주어지지만 각 운동량 또는 다른 양자수에 대해 다른 값을 지닌다.

## 종류
엑시톤은 물질의 유전 상수에 따라 두 극한 상태의 경우로 다룰 수 있다.

### 못-워니어 엑시톤
반도체에서 유전 상수는 일반적으로 크고 결과적으로 스크리닝 효과는 전자와 양공 사이의 쿨롱 상호작용을 감소시킨다. 결과는 격자 간격보다 훨씬 큰 반경을 지니는 못-워니어 엑시톤으로 나타난다. 결과로서 격자 퍼텐셜 효과는 전자와 양공의 유효 질량에 영향을 미친다. 그리고 더 낮은 질량과 스크린된 쿨롱 상호 작용 때문에 결합 에너지는 보통 수소 원자보다 훨씬 작고, 보통 0.1 전자볼트 정도이다. 이런 종류의 엑시톤은 네빌 프란시스 못 경과 그레고리 워니어의 이름이 붙었다.

### 흐렝켈 엑시톤
물질의 유전 상수가 매우 작을 때, 전자와 양공 사이의 쿨롱 상호 작용은 매우 강력하게 되고 엑시톤은 단위 셀의 크기 또는 풀러렌과 같은 분자보다 훨씬 더 작게 되곤 한다. 그리하여 전자와 양공은 같은 셀 내에 있다. 이 흐렝켈 엑시톤은 야코프 흐렝켈의 이름이 붙었으며 전형적으로 1.0 전자볼트 정도의 크기이다. 다르게는 엑시톤이 원자 또는 이온의 여기 상태로 생각될 수 있고 엑시톤은 격자의 한 셀에서 다른 셀로 움직여 다닌다. 같은 재료 내에서 한 밴드 이상의 전자와 양공을 선택하는 여러 종류의 엑시톤이 생기는 경우가 자주 있다. 높게 놓인 밴드조차도 펨토초 2광자 실험에서 보이듯이 사용될 수 있다. 표면에서 소위 가상 상태들이 발생할 수 있는데 그 상태에서 양공은 고체 내에 있고 전자는 진공 내에 있다. 이들 전자-양공 쌍은 표면을 따라서만 움직일 수 있다.

### 쌍 엑시톤
엑시톤끼리 상호작용이 인력을 받으면 엑시톤(exciton)다른 엑시톤과 결합하여 쌍 엑시톤(biexciton ,수소분자와 비슷)이 된다. 고밀도의 엑시톤이 물질내에서 생성되면, 그들은 서로 상호작용하여 k 공간 간접 반도체에서 관찰되는 상태인 전자-정공 액체를 형성한다.

## 엑시톤의 동역학
정공의 소멸 확률(전자가 정공을 점유할)은 초과 에너지의 손실의 어려움으로 제한된다. 그리고 결과로서 엑시톤은 상대적으로 긴 수명을 지닐 수 있다. 수 밀리초까지의 수명을 가지는 엑시톤이 구리 산화물내에서 관측되었다. 재결합 확률의 다른 제한 인자는 전자와 양공의 파동함수의 공간적인 겹침이다.(거의 전자가 양공으로 달려 들어갈 확률이다.) 이 겹침은 더 가벼운 전자와 양공에 대해 그리고 높게 여기된 수소적 상태에 대해 더 적다. 전체 엑시톤은 고체를 통해 움직일 수 있다. 분자 결정을 통하여 진행하는 엑시톤은 매우 큰 관심거리이다. 여러 메커니즘들이 문헌에 제안된 바 있다. 두 가지가 중요한데 첫 번째 것은 포논과의 상호작용에 따라 손실된 엑시톤 에너지이다. 다른 하나는 방사에 의해 멀리 운반된 에너지이다. 둘의 절충 결합 역시 연구된 바 있다.

## 특징
엑시톤은 전자와 양공의 결합상태이므로 이 유사 입자는 전기적으로 중성이며, 전류를 발생시킨다
엑시톤은 저온의 반도체가 다른 입자들과의 상호작용을 통해 빛을 방출하는 주 메커니즘이다. (여기서 온도 {\displaystyle kT}는 엑시톤 결합 에너지보다 더 작다.) 그리하여 더 높은 온도에서 자유로운 전자-양공 재결합을 대체한다. 엑시톤 상태의 존재 여부는 엑시톤과 관련된 빛의 흡수로 확인할 수 있다. 보통 엑시톤은 밴드갭 바로 아래에서 관측된다. 엑시톤은 포논, 격자 왜곡이 상호 작용할 수 있고 폴라론을 형성한다. 그 경우 엑시톤은 입혀진 엑시톤이라 불린다. 엑시톤끼리의 상호작용이 인력이면 엑시톤은 다른 엑시톤과 결합하여 쌍 엑시톤을 형성할 수 있는데 수소 분자와 비슷하다. 많은 밀도의 엑시톤이 재료내에 생성되면 그들은 서로 상호작용(반응)하여 전자-양공 액체를 형성할 수 있는데 그 상태는 간접 반도체 k 공간에서 관측된다. 추가적인 엑시톤은 정수 스핀 입자로 낮은 밀도에서 보즈 통계를 따른다. 약간의 체계에서 상호 작용이 척력인 경우 보스-아인슈타인 응축 상태가 그라운드 상태로 예측되고 실제로 그러한 응축이 근래에 실험에서 관측되었다. 간섭은 5K 이하로 엑시톤 상태를 냉각하여 그로부터 결맞는 빛 방출을 관측하여 얻었다.

## 엑시톤의 파동함수와 속박 상태 에너지 준위

### 와니어 방정식
엑시톤은 두 입자로 이루어진 슈뢰딩거 방정식의 형태를 가진 와니어 방정식으로 기술할 수 있다.
{\displaystyle -[{\frac {\hbar ^{2}\nabla _{r}^{2}}{2m_{r}}}+V(r)]\psi _{\nu }(r)=E_{\nu }\psi _{\nu }(r)}

와니어 방정식에 있는 V(r)은 전자와 양공 사이에서의 쿨롱 퍼텐셜로 쓸 수 있는데 나노구조의 모양이 2, 3차원일 때 그 모양은 다음과 같다.
{\displaystyle V(r)={\frac {e^{2}}{\epsilon _{0}r}}}

양자선과 같은 준1차원적인 나노구조에서는 2,3차원에서의 퍼텐셜과는 약간 다른 모양의 퍼텐셜 {\displaystyle V^{q1D}(z)} 로 대체해서 방정식을 풀어야 한다.
{\displaystyle V^{q1D}(z)={\frac {e^{2}}{\epsilon _{0}}}{\frac {1}{|z|+\gamma R}}}
반지름이 R인 원통형 양자선에 대한 쿨롱 퍼텐셜 ({\displaystyle \gamma }는 보정상수이다.)

와니어 방정식은 수소 원자에 대한 슈뢰딩거 방정식과 모양이 거의 같기 때문에 그 풀이는 많은 양자역학 책에서 찾을 수 있다.

와니어 방정식의 풀이를 통해 엑시톤의 파동함수와 속박 상태 에너지 준위를 계산할 수 있고 그 결과는 아래와 같다.

### 엑시톤의파동함수
준1차원
{\displaystyle f_{\lambda }(|z|)=N_{\lambda }W_{\lambda ,1/2}({\frac {2(|z|+\gamma R)}{\lambda a_{0}}})}
위에서 {\displaystyle N_{\lambda }} : 규격화 상수, {\displaystyle W_{\lambda ,1/2}} : Whittaker function, {\displaystyle \lambda ={\frac {e^{2}}{\hbar \epsilon _{0}}}{\sqrt {-{\frac {m_{r}}{2E_{\nu }}}}}}
2차원
{\displaystyle \psi _{n,m}(r)={\sqrt {{\frac {1}{na_{0}^{2}(n+{\frac {1}{2}})^{3}}}{\frac {(n-|m|)!}{[(n+|m|)!]^{3}}}}}\rho ^{|m|}e^{-{\frac {\rho }{2}}}L_{n+|m|}^{2|m|}(\rho )e^{im\phi }}
위에서 {\displaystyle \rho ={\frac {2r}{(n+1/2)a_{0}}}}, L : 연관 라게르 다항식, {\displaystyle n=0,1,2,..,m=0,\pm 1,\pm 2,...}
3차원
{\displaystyle \psi _{n,l,m}(r)=-{\sqrt {({\frac {2}{na_{0}}})^{3}{\frac {(n-l-1)!}{2n[(n+l)!]^{3}}}}}\rho ^{l}e^{-{\frac {\rho }{2}}}L_{n+l}^{2l+1}\rho )Y_{l,m}(\theta ,\phi )}
위에서 {\displaystyle \rho ={\frac {2r}{na_{0}}}}, L : 연관 라게르 다항식, Y : 구면 조화 함수, {\displaystyle n=1,2,3,...,l=0,1,2,...}

### 엑시톤의 속박 상태 에너지 준위
{\displaystyle E_{\lambda }=-E_{0}{\frac {1}{\lambda ^{2}}}} (준1차원)
{\displaystyle E_{n}=-E_{0}{\frac {1}{(n+1/2)^{2}}}} (2차원)
{\displaystyle E_{n}=-E_{0}{\frac {1}{n^{2}}}} (3차원)
위 식에서 {\displaystyle E_{0}={\frac {e^{4}m_{r}}{2\epsilon _{0}^{2}\hbar ^{2}}}}이다.

### 광학적 흡수
외부에서 들어온 광자와 엑시톤의 반응에 의해 흡수가 일어난다. 이때 흡수되는 에너지는 위에서 보인 엑시톤의 에너지 준위를 통해 예상할 수 있다.
흡수 과정에서 총 에너지와 파수벡터가 보존되어야 한다. 엑시톤의 파수벡터 보존은 엑시톤을 이루고 있는 전자와 양공의 각각의 파수벡터가 보존되는 것을 의미하지는 않는다.
실제로 엑시톤과 광자는 상호작용을 하는데 이를 폴라리톤이라는 준입자를 통해 설명한다. 엑시톤의 광학적 흡수에 대해 더 자세히 알기 위해서는 폴라리톤에 대한 이해가 필요하며 포논에 대한 효과도 고려하여야 한다.

## 같이 보기
- 플라스몬

## 참고 문헌
- Hartmut Hang et al, "Quantum Theory of the optical and electronic Properties of Semiconductors (4th edition)", World Scientific(2004)
- Peter Y. Yu et al, "Fundamentals of Semiconductors : Physics and Materials Properties (3rd edition)", Springer(2003)